# Fort Amber

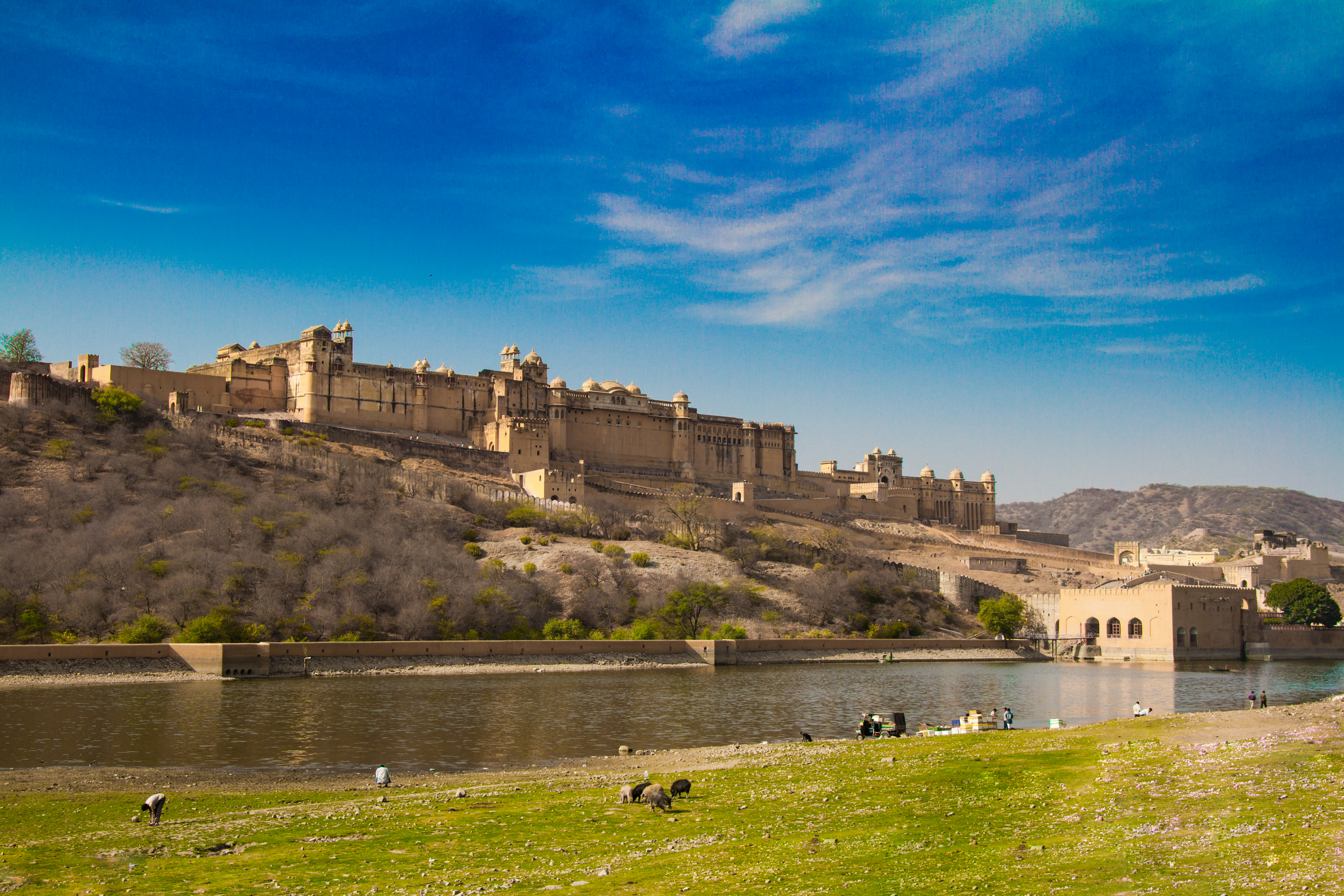
Das Fort Amber in Frontalansicht

Das Fort Amber (Hindi: आमेर क़िला) ist eine Schlossanlage und militärische Festung in Amber, einer Stadt im indischen Bundesstaat Rajasthan, 11 Kilometer von Jaipur entfernt. Das Schloss ist die Haupttouristenattraktion der Gegend.
Das Fort Amber gilt als typisches Beispiel für hinduistische Baukunst. Mit seinen großen Stadtmauern und einer ganzen Reihe von Toren und gepflasterten Wegen überblickt die Festung den Maota-See, die Hauptwasserquelle des Ortes.

## Geschichte
Das Fort Amber ist die ehemalige Hauptstadt der Kachchwaha-Dynastie. Es wurde im Auftrag von Raja Man Singh I. (reg. 1589–1614), einem Feldherrn des Großmoguls Akbar, in den Jahren um 1590 aus rotem Sandstein und Marmor auf einem Bergkamm des Aravalli-Gebirges erbaut bzw. erweitert und später von seinem Enkel Jai Singh I. (reg. 1621–1667) weiter ausgebaut. Die Bauarbeiten sollen auch dazu gedient haben, Menschen auch in schweren Zeiten (wie etwa während Dürren) Arbeit zu bieten. Beide gelten auch als Erbauer des Königspalastes. Das Fort wurde nach der hinduistischen Muttergöttin Amba Mata benannt.

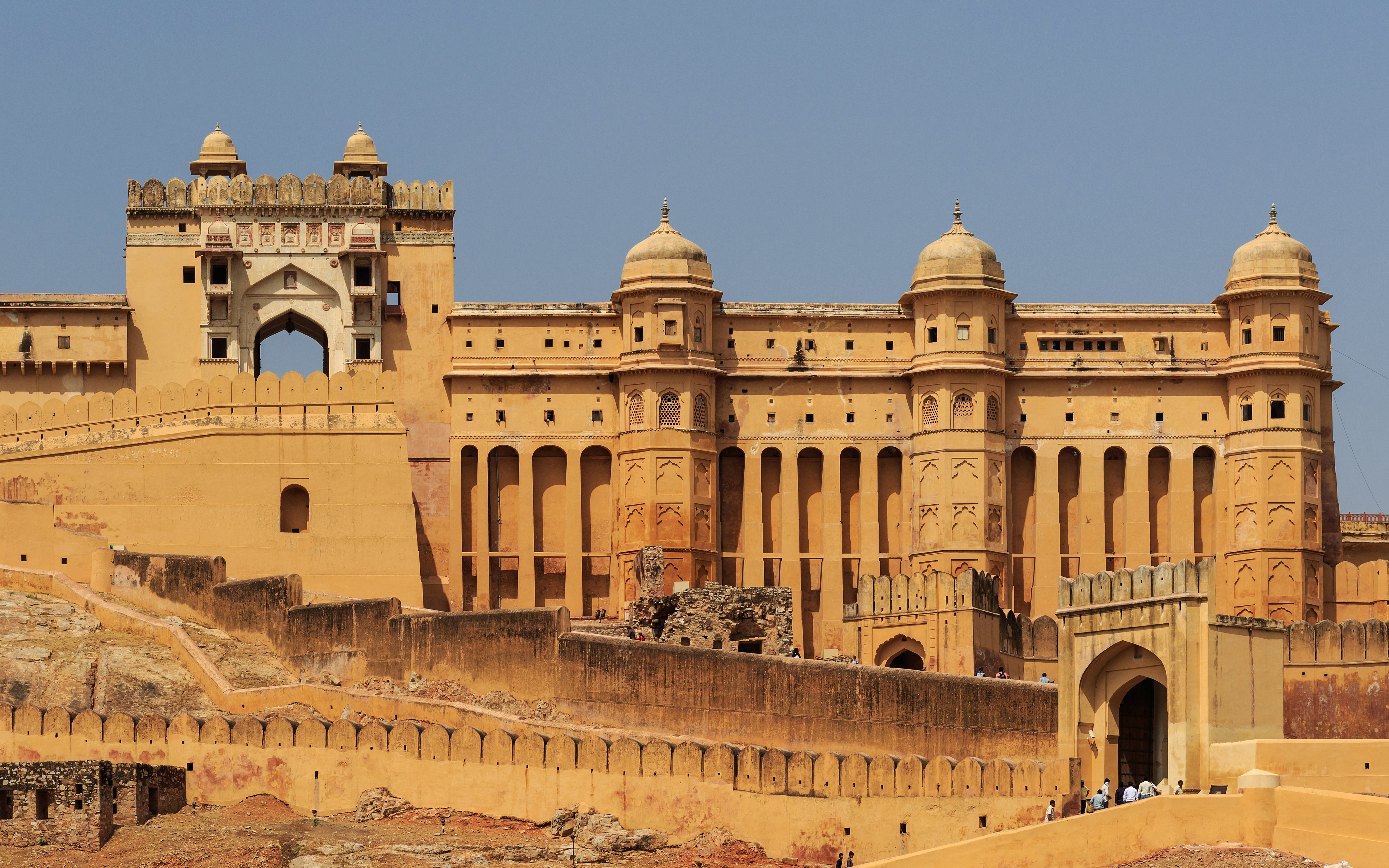
Frontmauer und Eingangstor
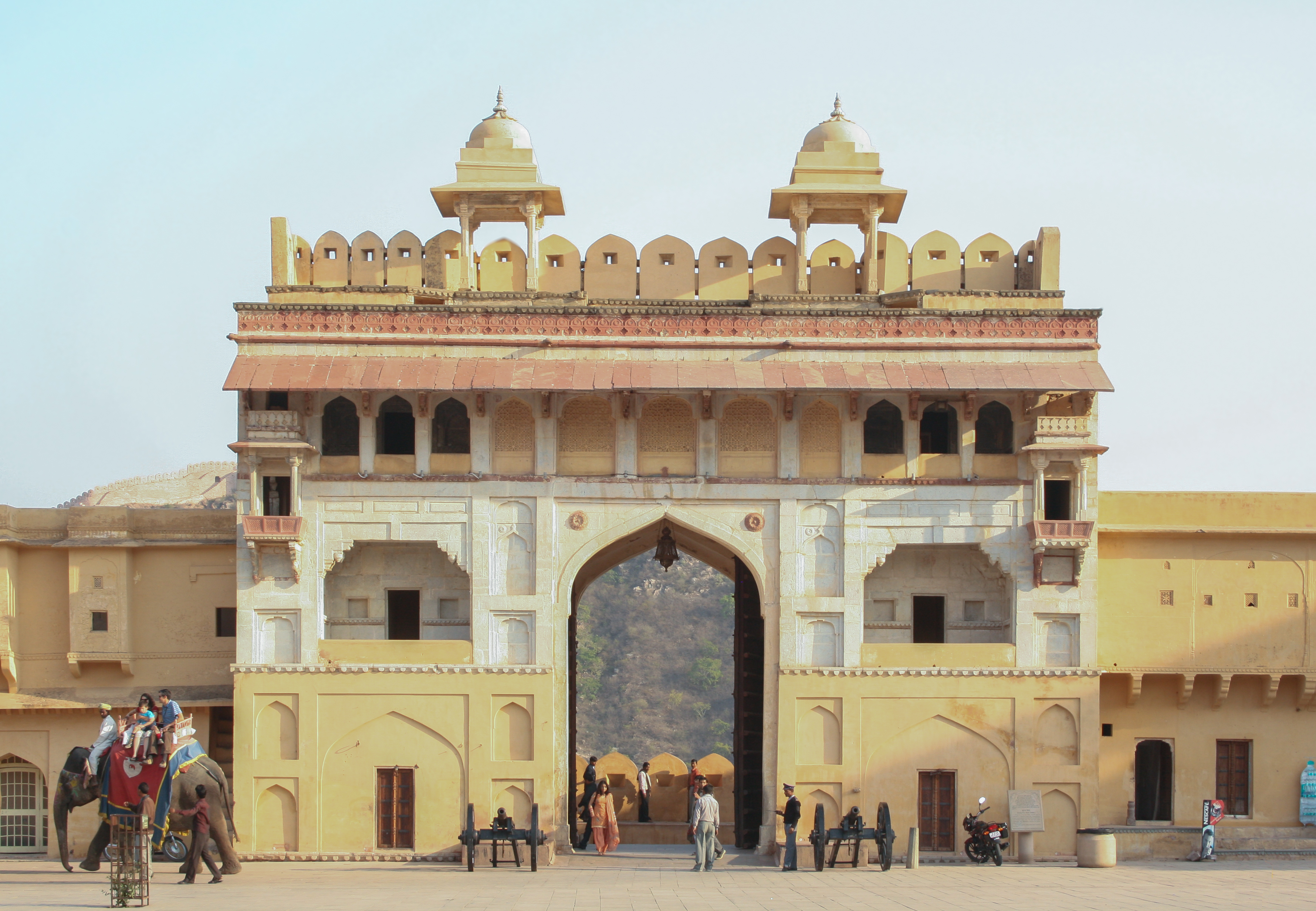
Das Sonnentor, Sicht aus dem Haupthof
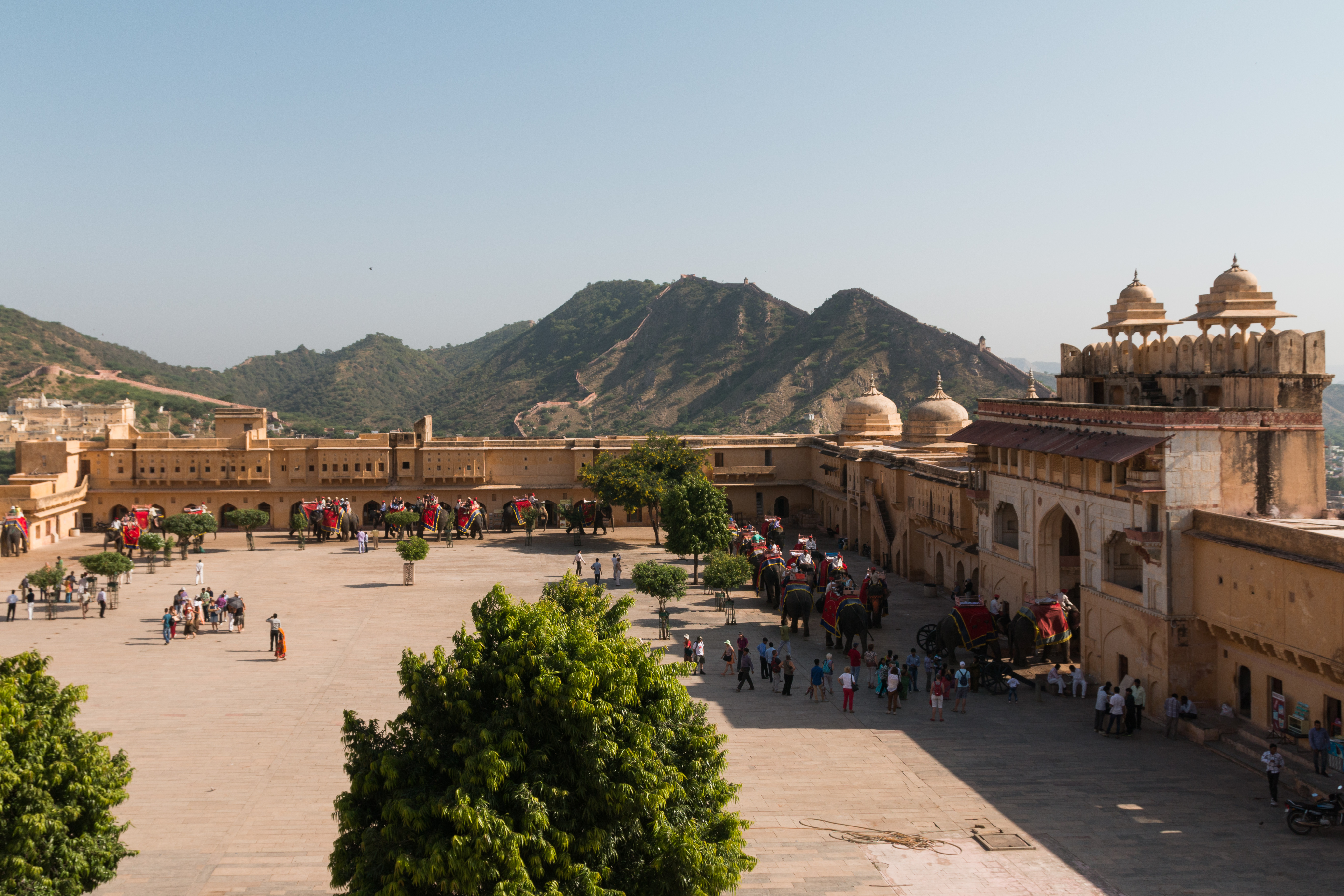
Die Reit-Elefanten vor den Stallungen
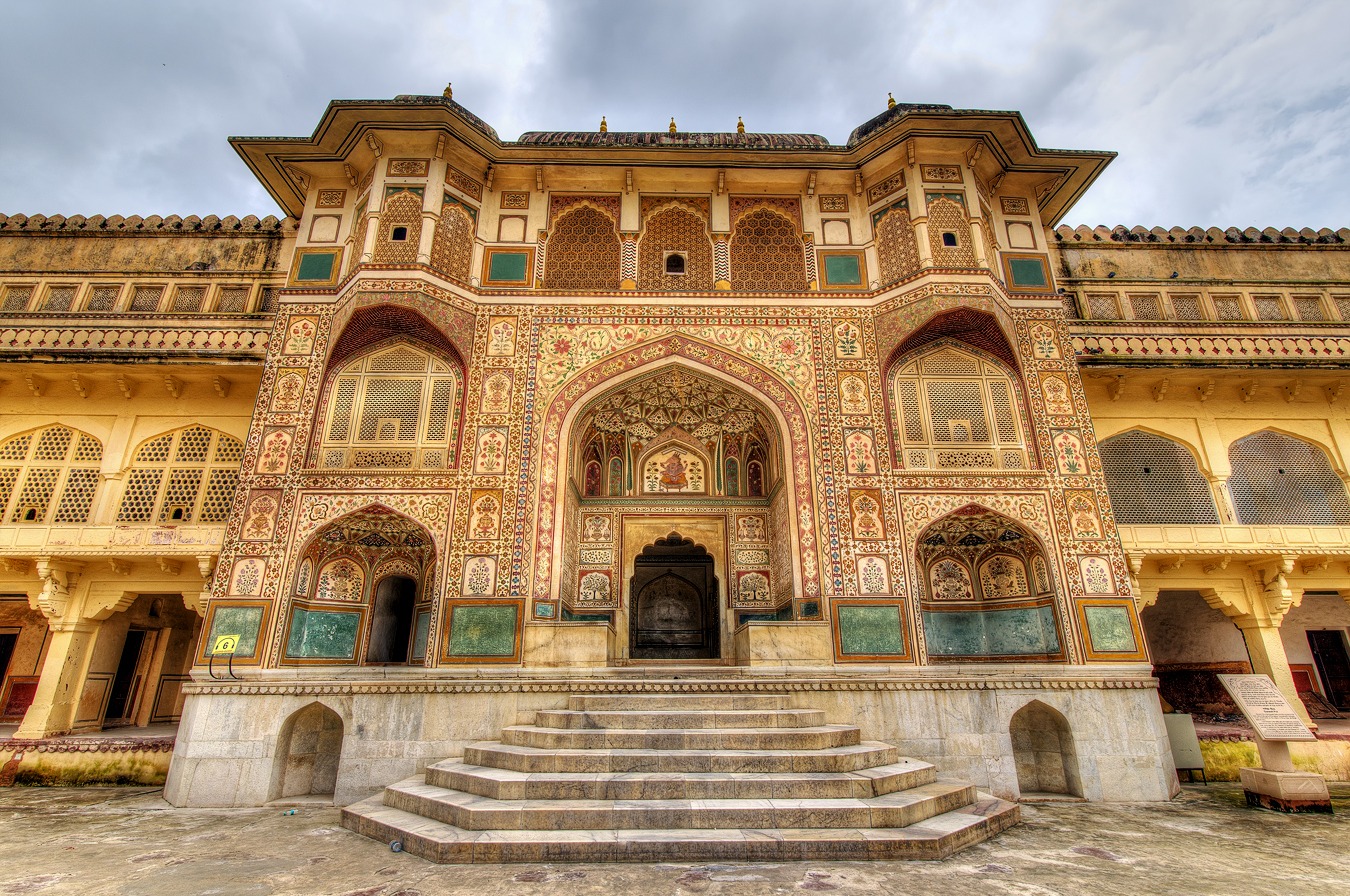
Ganesha-Tor
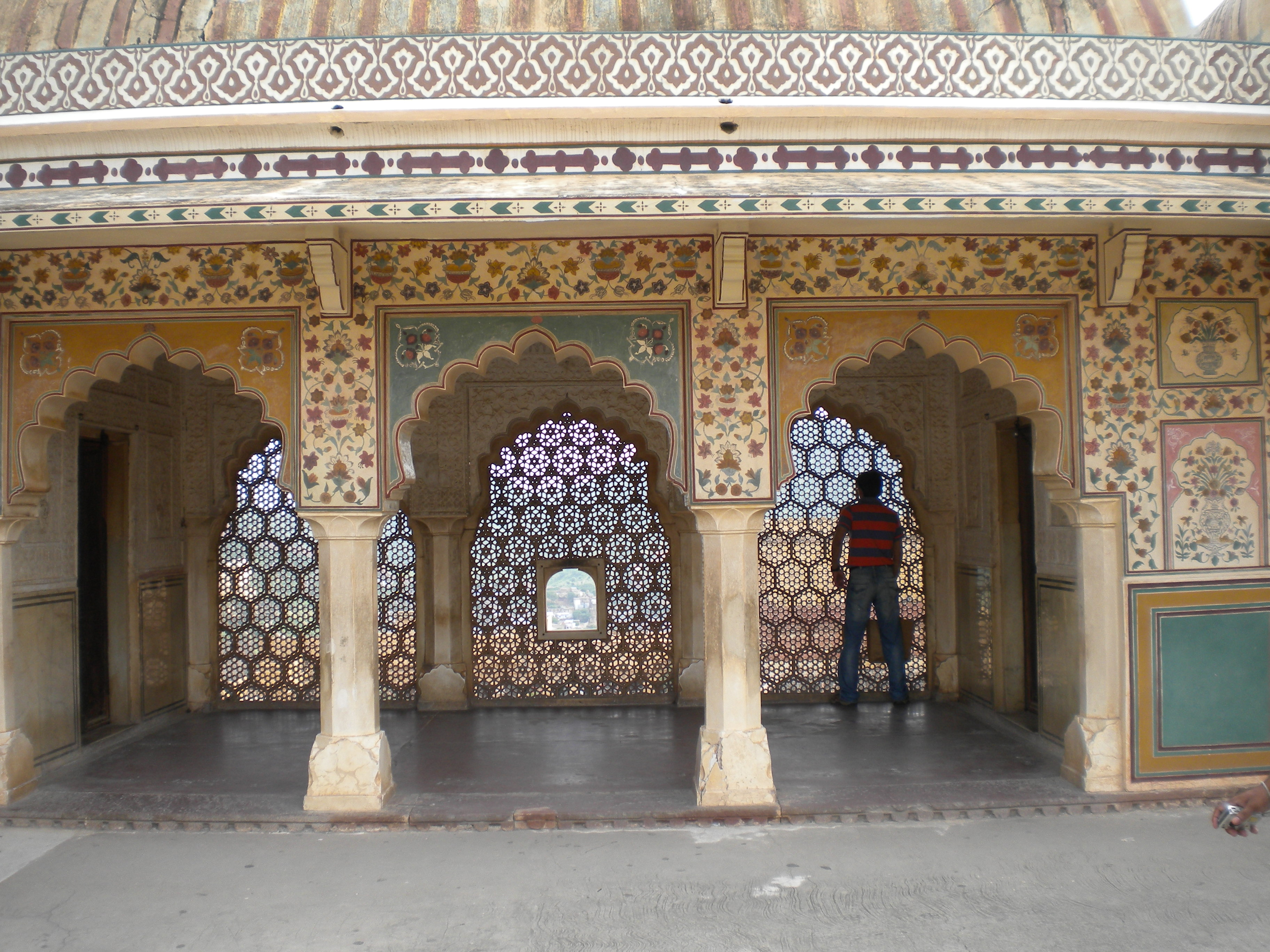
Die Galerie Suhag Mandir

## Geographie und militärische Struktur
Die Festung liegt zusammen mit zwei anderen Festungen auf dem Cheel ka Teela (Hügel der Adler), der Teil der Aravalli-Hügelkette ist. Sie bildet zusammen mit dem Fort Jaigarh (im Norden) und dem Fort Nahargarh (im Süden) einen Gesamtkomplex, da die Festungen durch ein ausgedehntes Netzwerk von Mauern und Befestigungen verbunden sind. Für den Fall einer Bedrohung wurde ein unterirdischer Gang eingerichtet, der es Mitgliedern der Herrscherfamilie ermöglichte, vom Fort Amber zum militärisch besser gesicherten Fort Jaigarh zu gelangen.
Das Fort Amber hatte im Jahr 2007 insgesamt 1,4 Millionen Besucher.

## Architektur
Die Palastanlage ist im Wesentlichen rechteckig und besteht aus mehreren treppenförmig ansteigenden Höfen. Sie entstand in mehreren Bauabschnitten zwischen 1600 und 1727. Senkrechte Wände, die mit turmartigen Bastionen und kleinen Balkonen versehen sind, lassen die Anlage – wie für viele Paläste Rajasthans charakteristisch – sehr wehrhaft aussehen.